# 徐奉洙

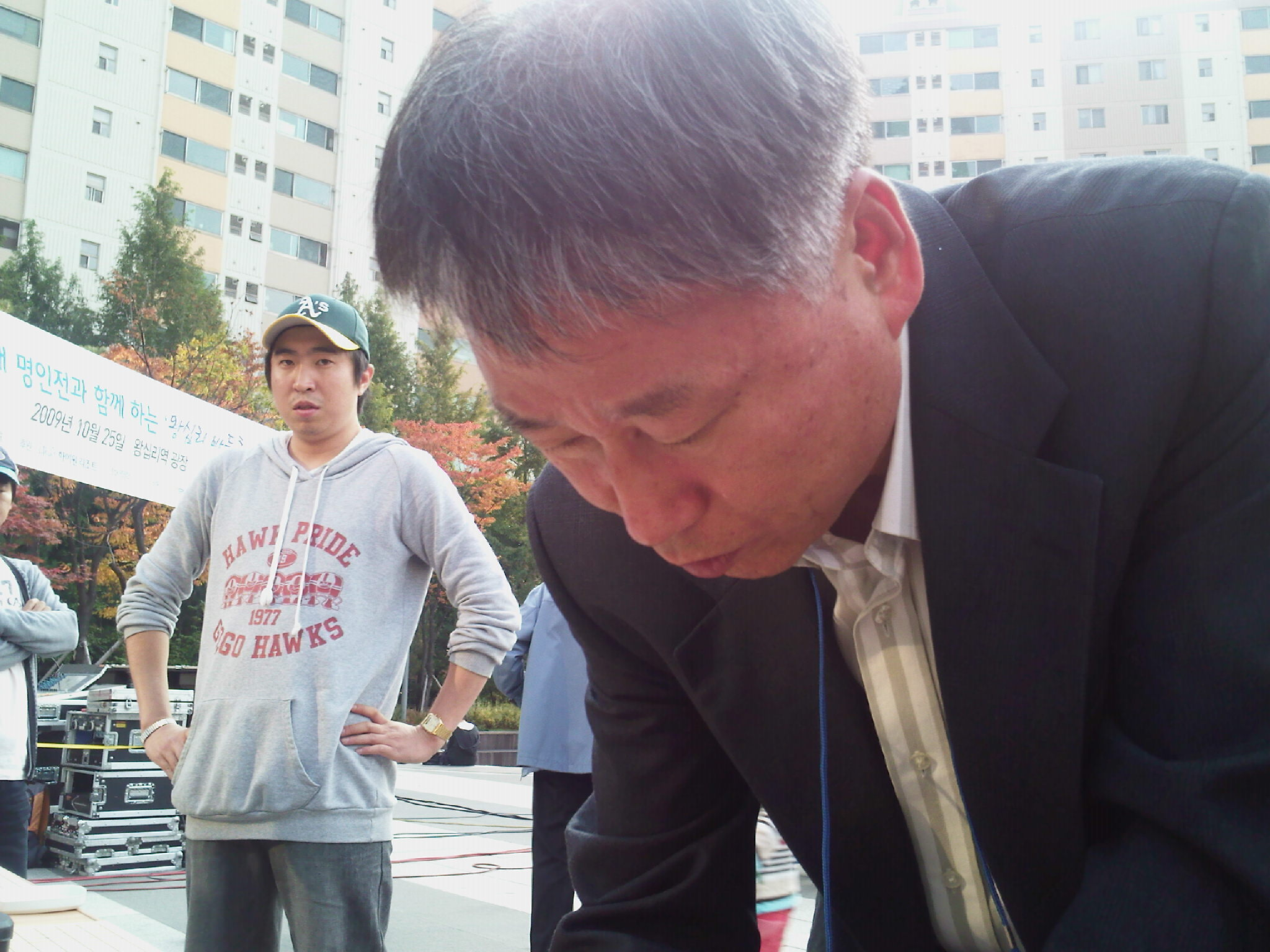
徐奉洙

徐奉洙（ソ・ボンス、서봉수、1953年2月1日 - ）は、大韓民国の囲碁棋士。大田出身、韓国棋院所属、九段。1970年代以後、曺薫鉉に伍してタイトルを争い、日本での修行経験のない棋士として人気を得る。国内タイトル多数の他、応昌期杯世界プロ囲碁選手権戦優勝など。戦闘的な碁で「野武士」「野戦司令官」などと呼ばれる。若くして名人位をとったことから「徐名人」と称される。

## 経歴
地元の碁会所でプロの師匠を持たず独学で碁を学ぶ。1970年17歳で入段。その翌年初段で名人の挑戦権を獲得する。挑戦手合中に二段に昇段し、趙南哲を3-1で破り18歳で名人のタイトルを奪取。以後5連覇。曺薫鉉の帰国後は、常に二人でタイトルを争う二強状態となる。1986年九段。1993年に第2回応昌期杯世界プロ囲碁選手権戦で、決勝で大竹英雄を3-2で破り優勝。1997年真露杯SBS世界囲碁最強戦では、驚異の9人抜きで韓国に優勝をもたらした。1999年にLG精油杯に優勝し、6年振りのタイトル獲得を果たす。
2022年「ソパルコサノル徐奉洙の熱血挑戦」五番勝負でトップ棋士5人と対戦し1勝4敗。
1994年に通算1000勝達成。2023年8月、曺薫鉉を抜いて通算最多対局記録（2811局）を更新。
韓国囲碁リーグでは2005年にハンゲームで出場、2008、09年はTブロード監督。2016年から韓国棋院総裁杯シニア囲碁リーグ出場、2017、18、21年最多勝。趣味はビリヤード。
棋道文化賞 1979、1981-1983年最多勝、1979年連勝賞、1980-82年優秀棋士賞。
囲碁文化賞 1993、1997、1999年優秀棋士賞。
囲碁大賞 2006敢闘賞、2021年シニア棋士賞。

### タイトル歴
国際棋戦
- 応昌期杯世界プロ囲碁選手権戦 1993年
- 紳士杯世界優勝戦 1995年
- 樟樹・中国葯都杯中日韓囲碁大師戦 2017年

国内棋戦
- 名人戦 1971-74、76、78、82年
- MBC杯国棋戦 1974年
- 王位 1975、80年
- 最高位戦 1980年
- 国棋戦 1980、88、92年
- 棋王戦 1983、88年
- 帝王戦 1983、1987年
- KBS杯バドゥク王戦 1983年
- 国手戦 1986-87年
- 七八九段戦 1988年
- 東洋証券杯 1991年
- LG精油杯プロ棋戦 1999年
- 石種杯プロシニア棋戦 2000、2002-03年
- 電子ランド杯王中王戦玄武部 2006、08年
- シニア囲碁クラシック シニア王位戦 2014年
- 大舟杯プロシニア最強者戦 2021、2024年

### その他の棋歴
国際棋戦
- テレビ囲碁アジア選手権 準優勝 1993年
- 三星火災杯世界オープン戦 ベスト4 2000、06年
- 真露杯SBS世界囲碁最強戦
  - 1993年 2-1（○林海峰、○馬暁春、×武宮正樹）
  - 1994年 4-1（○山城宏、○兪斌、○石田芳夫、○劉小光、×依田紀基）
  - 1995年 0-1（×宮沢吾朗）
  - 1997年 9-0（○兪斌、○彦坂直人、○常昊、○山田規三生、○曹大元、○王立誠、○陳臨新、○依田紀基、○馬暁春）
- ロッテ杯中韓囲碁対抗戦 1994年 0-2（×常昊、×馬暁春）
- 塩城東方集団杯中韓囲棋団体名人選手権戦 2016年 1-2（×常昊、○聶衛平、×馬暁春）
- 扁康杯中韓囲棋国手友誼戦 2019年 1-1（×常昊、○聶衛平）
- 1004島新安国際シニア囲碁大会 2019年団体戦 1-2（×芮廼偉、×小林光一、○王立誠）
- 農心白山水杯世界囲碁シニア最強戦 2023-24年 0-1（×劉小光）

国内棋戦
- 大舟杯プロシニア最強者戦 準優勝 2010、13年
- すみれオロチャレンジ 2020年 3-0 仲邑菫[4]
- 電子ランドライバル対戦 2021年 1-1（×曺薫鉉、○劉昌赫）
- ソパルコサノル徐奉洙の熱血挑戦 2022年 1-4（×金志錫、×申旻埈、○姜東潤、×卞相壹、×朴廷桓）
- 韓国棋院総裁杯シニア囲碁リーグ
  - 2016年（尚州コッカム、優勝）9-3
  - 2017年（尚州コッカム）8-3、最多勝
  - 2018年（尚州名実王様韓牛）9-3、最多勝
  - 2019年（義王インプラス）11-2
  - 2020年（KHエネルギー）11-3
  - 2021年（KHエネルギー）11-3、最多勝
  - 2022年（釜山KHエネルギー）6-8
  - 2023年（スター永川）8-6
  - 2024年（スター永川）9-5

## 代表局

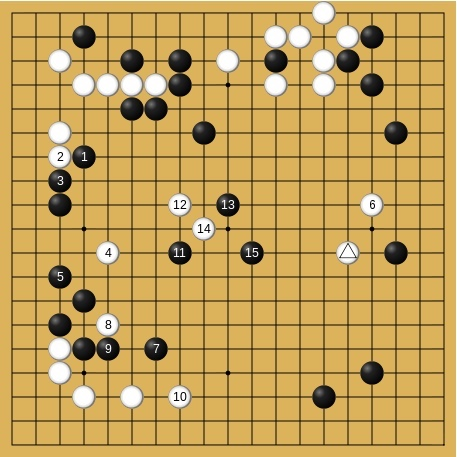
1989/5/16 第2回応昌期杯 大竹英雄-徐奉洙(先番) 41-55手目

第2回応昌期杯世界プロ囲碁選手権戦 決勝五番勝負第3局 大竹英雄-徐奉洙(先番)
第2回応昌期杯で徐は、1回戦で鄭銘瑝、2回戦で藤沢秀行、3回戦で武宮正樹を破り、1992年11月に行われた準決勝で趙治勲を2-1で下して決勝に進出した。決勝五番勝負は、第1局は白番大竹が序盤から優勢になり先勝。第2局は先番大竹が序盤有望だったが、中盤に逆転して白番徐が勝って、1勝1敗。第3局（図）は序盤で白番大竹が右辺△（40手目）と消しに来た手では、上辺黒に迫るべきで、左辺黒1（41手目）が絶交点となり、続いて黒11、13と一方的に攻めに回って、119手まで先番中押勝と完勝して連勝した。
第4局は先番大竹が序盤から優勢を守り、2勝2敗とする。最終第5局は5月20日に行われ、序盤から白番大竹が好調だったが、疑問手により逆転し、219手まで先番中押勝、3勝2敗で優勝を果たし、応昌期杯は第1回の曺薫鉉に続いて韓国2連覇となった。